# Zastava Montane
Zastava Montane je službena zastava američke savezne države Montane. Sastoji se od plave podloge, državnog grba u sredini te žutog natpisa MONTANA.
Unutar grba je naslikano polje kojim dominiraju slike pluga i lopate a ispod njih je bijela vrpca sa španjolskim natpisom "Oro y plata" (hrv. Zlato i srebro). Na desnoj strani grba vidljiva je slika velikih slapova rijeke Missouri.
Dizajn današnje zastave je prihvaćen 1905. godine dok je 1981. iznad državnog grba dodan natpis Montana. Nakon četiri godine došlo je do nove modifikacije zastave, odnosno promijenjen je font riječi Montana. Prije nego što je zastava službeno prihvaćena, koristile su je vojne trupe iz te savezne države tijekom kratkog Američko-španjolskog rata 1898. godine.
Prema istraživanju koje je provelo Sjevernoameričko veksikološko društvo, zastava Montane smatra se trećom najgorom zastavom u konkurenciji svih zastava američkih saveznih država i teritorija te kanadskih provincija (njih 72). Najgore dizajniranom zastavom smatra se zastava savezne države Georgije a drugom najgorom zastava Nebraske.

## Vanjske poveznice
- Simboli Montane  Arhivirana inačica izvorne stranice od 22. siječnja 2010. (Wayback Machine)